# La gloria quedó atrás
La gloria quedó atrás es una telenovela mexicana que se transmitió por el Canal 4 de Telesistema Mexicano en 1962. Producida por Ernesto Alonso, constó de 30 capítulos de media hora cada uno, y fue protagonizada por la primera actriz Sara García La producción está grabada en blanco y negro y está basada en una historia original de Francisco Javier Camargo.

## Elenco
- Sara García
- Tony Carbajal
- Patricia Morán